# Environmentální rasismus
Environmentální rasismus (anglicky environmental racism) je pojem, který vznikl v Americe v 80. letech a který se postupně šíří po celém světě. Tento pojem se nyní běžně používá mezi environmentálními aktivisty a organizacemi, i když převážná část populace si ho ještě nepřisvojila.

## Definice
Originální definice podle Benjamina Chavise: "Environmentální rasismus je rasová diskriminace ve vytváření zákonů a postupů týkajících se životního prostředí, prosazování předpisů a zákonů, úmyslné vybírání komunit jiné než bílé rasy pro zařízení používající toxický odpad, oficiální schvalování přítomnosti životu nebezpečných jedů a nečistot v komunitách, a historie vyřazující lidi různých ras z postů vůdců různých ekologických hnutí."
Profesor Robert Bullard tuto definici později rozšířil takto: "Environmentální rasismus odkazuje na jakýkoliv zákon, praxi nebo direktivu která různě ovlivňuje nebo znevýhodňuje (úmyslně nebo neúmyslně) jednotlivce, skupiny nebo komunity kvůli jejich rase nebo barvě pleti. Environmentální rasismus ve veřejných zákonech a průmyslových praxích má za následek to, že bílé komunity jsou zvýhodňovány na úkor lidí jiných barev. Environmentální rasismus je posilován vládními, legálními, ekonomickými, politickými a vojenskými institucemi."
Environmentální rasismus je tedy důležitý koncept z hlediska lidské spravedlnosti.

## Rasismus
U přemýšlení nad environmentálním rasismem je třeba pozastavit se nad pojmem "rasismus". Legálně, rasismus – rasová diskriminace – musí být výsledkem zlomyslného úmyslu jednotlivce nebo skupiny na základě rasy postiženého člověka nebo skupiny. Na druhou stranu je třeba také vzít v potaz strukturální rasismus, který je zabudovaný v našich zákonech a postupech a který nevyžaduje, aby jednotlivci měli úmysl poškodit jistou rasovou skupinu. Namísto toho přichází do hry takzvané bílé privilegium (white privilege), které zvýhodňuje skupiny lidí bílé pleti
Kromě rasy se environmentální rasismus týká také společenské vrstvy – environmentální rasismus se děje nejen lidem různých barev pleti, ale také lidem s chudým zázemím. Ovšem rasa se ukazuje jako nejsilnější faktor v určování toho, jaké komunity budou znevýhodněny, silnější než společenská vrstva, chudoba, nebo cena půdy.

## Vysvětlení
Pro existenci environmentálního rasismu existují různá vysvětlení. Mnoho lidí a institucí se snaží vinit oběti tohoto rasismu tvrzením, že si sami vybírají kde budou žít a že vědí o možných problémech, když se stěhují do kterého daného místa. Tohle je debata stylu slepice-nebo-vejce, snažící se určit, kdo byl první. Mnohá studie ale potvrzují, že v naprosté většině případů existuje komunita první a environmentální hazard je na ni poté přesunut skrze environmentální rasismus. Dalším častým vysvětlením je pak dynamika svobodného trhu. V kapitalismu jde jen o zisk a o cestu nejmenšího odporu – jak získat co nejvíc a vystavit se co nejnižšímu riziku? Zbavit se odpadu na místě, kde je levná půda a kde hrozí nejméně, že se lidé budou schopni efektivně bránit. Proto břemeno často padá na nebílé komunity. A na závěr, environmentální rasismus by nebyl možný, kdyby lidé již nežili odděleně podle různých rasových skupin – například v ghettech a tak podobně. Kdyby neexistovaly komunity oddělené podle barev, ale všichni byli stejně smíšení, nebylo by možné, aby environmentální rasismus existoval.